# Ion Izagirre
Ion Izagirre Insausti (Ormáiztegui, Guipúzcoa, 4 de febrero de 1989) es un ciclista profesional español. Su equipo es el Cofidis.

## Biografía
Es hijo del exciclista doble Campeón de España de Ciclocrós José Ramón Izagirre. Su hermano Gorka también es ciclista profesional desde finales de 2008, en el que dio el salto al profesionalismo de la mano del equipo NGC Medical-OTC Industria Porte.
Debutó como profesional en el Orbea a finales de 2009 para coincidir con su hermano en el Euskaltel-Euskadi desde 2011 y en el Movistar desde 2014.
El 23 de julio de 2016 consiguió su victoria profesional más importante tras vencer en la penúltima etapa del Tour de Francia con llegada en Morzine, tras un espectacular descenso bajo la lluvia en la bajada del Joux Plane.
Durante la disputa de la Vuelta a España 2018, se confirmó tanto su fichaje como el de su hermano por el conjunto Astana Pro Team hasta la temporada 2020.
Repitió victoria en el Tour, el 13 de julio de 2023, en la etapa 12 entre Roanne y Belleville-en-Beajolais.

## Trayectoria deportiva
Ion debutó como profesional en la Subida a Urkiola.

### 2011
Ion Izagirre, debutante esta temporada en el UCI WorldTour, cuajó una sobresaliente actuación en la Tirreno-Adriático, situándose en 24ª posición de la general.

### 2012
Izagirre tuvo una destacada actuación en la Vuelta a Asturias, donde ganó la contrarreloj. En otra etapa de la Vuelta a Asturias, tuvo una caída y abandonó la carrera.
Más tarde, el 22 de mayo, llegaría su primera victoria en una gran vuelta al imponerse en la 16.ª etapa del Giro de Italia en Falzes, donde ganó a sus compañeros de escapada tras un duro ataque a 4 kilómetros de meta. Entre los fugados había corredores como Mathias Frank, José Herrada, Alessandro De Marchi o Stef Clement, entre otros.

### 2013
A principios del mes de agosto, estuvo cerca de ganar el Tour de Polonia. Finalmente acabó segundo en esta prueba puntuable para la UCI WorldTour. 

### 2015
En 2015 cuaja una gran actuación en la Vuelta al País Vasco quedando 3.º en la general final, unas semanas después corre el Giro de Italia con el objetivo de quedar en el top-10, parecía que lo iba a conseguir pero en la última semana sufrió el cansancio de la carrera y finalizó en 18.º lugar. Participa en la Vuelta a Suiza, en la que abandona tras finalizar último en la etapa reina lejos de estar en un buen estado de forma. 
Tres semanas después participa en la Ordiziako Klasika y GP Miguel Induráin finalizando en ambas como segundo detrás de Ángel Madrazo y Ángel Vicioso respectivamente. Un mes después gana la general final del Tour de Polonia, demostrando una gran regularidad en todas las etapas en línea y haciendo una buena crono. 
Tras sus grandes resultados durante todo el año fue convocado por España en los mundiales en línea donde tuvo una gran actuación tanto en el mundial en ruta como en el mundial de contrarreloj por equipos en el que obtuvo un bronce.

## Palmarés

### Ciclocrós
2006
- 3.º en el Campeonato de España Júnior de Ciclocrós

2021
- Campeonato de Euskadi de Ciclocrós

### Ruta
| 2012 - 1 etapa de la Vuelta a Asturias - 1 etapa del Giro de Italia 2013 - 2.º en el Campeonato de España en Ruta 2014 - 2.º en el Campeonato de España Contrarreloj - Campeonato de España en Ruta 2015 - Tour de Polonia 2016 - Gran Premio Miguel Induráin - 1 etapa del Tour de Romandía - 1 etapa de la Vuelta a Suiza - Campeonato de España Contrarreloj - 1 etapa del Tour de Francia 2017 - 3.º en el Campeonato de España en Ruta | 2018 - 3.º en el Campeonato de España Contrarreloj 2019 - Vuelta a la Comunidad Valenciana - 1 etapa de la París-Niza - Vuelta al País Vasco 2020 - 1 etapa de la Vuelta a España 2021 - 1 etapa de la Vuelta al País Vasco - Campeonato de España Contrarreloj 2022 - 1 etapa de la Vuelta al País Vasco 2023 - Gran Premio Miguel Induráin - 1 etapa del Tour de Francia |

## Resultados

### Grandes Vueltas
| Carrera | Carrera         | 2010 | 2011 | 2012 | 2013 | 2014 | 2015 | 2016 | 2017 | 2018 | 2019 | 2020 | 2021 | 2022 | 2023 | 2024 | 2025 |
| ------- | --------------- | ---- | ---- | ---- | ---- | ---- | ---- | ---- | ---- | ---- | ---- | ---- | ---- | ---- | ---- | ---- | ---- |
|         | Giro de Italia  | —    | —    | 27.º | —    | —    | 18.º | —    | —    | —    | 36.º | —    | —    | —    | —    | —    | —    |
|         | Tour de Francia | —    | —    | Ab.  | 39.º | 21.º | —    | 47.º | Ab.  | 22.º | —    | Ab.  | 26.º | 39.º | 45.º | Ab.  | 69.º |
|         | Vuelta a España | —    | —    | —    | —    | —    | —    | —    | —    | 9.º  | 16.º | 29.º | 26.º | —    | —    | 37.º | —    |

### Vueltas menores
| Carrera | Carrera                | 2010 | 2011  | 2012 | 2013 | 2014 | 2015 | 2016 | 2017 | 2018 | 2019 | 2020 | 2021 | 2022 | 2023 | 2024 | 2025 |
| ------- | ---------------------- | ---- | ----- | ---- | ---- | ---- | ---- | ---- | ---- | ---- | ---- | ---- | ---- | ---- | ---- | ---- | ---- |
|         | Tour Down Under        | —    | 72.º  | —    | 4.º  | —    | —    | —    | —    | 12.º | —    | —    | X    | X    | —    | —    | 25.º |
|         | París-Niza             | —    | —     | —    | 55.º | 19.º | 26.º | 5.º  | 7.º  | 4.º  | 21.º | —    | 3.º  | 7.º  | 21.º | 26.º | —    |
|         | Tirreno-Adriático      | —    | 24.º  | 16.º | —    | —    | —    | —    | —    | —    | —    | —    | —    | —    | —    | —    | 28.º |
|         | Volta a Cataluña       | —    | Ab.   | —    | —    | —    | —    | —    | —    | —    | —    | X    | —    | —    | —    | —    | —    |
|         | Vuelta al País Vasco   | —    | —     | —    | 47.º | 55.º | 3.º  | Ab.  | 3.º  | 3.º  | 1.º  | X    | 10.º | 2.º  | 3.º  | 9.º  | 66.º |
|         | Tour de Romandía       | —    | 103.º | —    | —    | 8.º  | —    | 3.º  | 5.º  | 11.º | —    | X    | 7.º  | 64.º | Ab.  | —    | 22.º |
|         | Critérium del Dauphiné | —    | —     | —    | —    | —    | —    | —    | —    | —    | —    | —    | 7.º  | —    | —    | —    | —    |
|         | Vuelta a Suiza         | —    | —     | —    | 34.º | 43.º | Ab.  | 2.º  | 6.º  | 15.º | —    | X    | —    | 34.º | 12.º | Ab.  | 52.º |
|         | Tour de Polonia        | —    | 17.º  | 7.º  | 2.º  | 2.º  | 1.º  | —    | —    | —    | 11.º | 20.º | —    | —    | —    | —    |      |
|         | BinckBank Tour         | —    | —     | 88.º | —    | —    | —    | 8.º  | —    | —    | —    | —    | —    | X    | —    | —    |      |

### Clásicas, Campeonatos y JJ.OO.
| Strade Bianche          | Strade Bianche          | —             | —             | —     | —             | —             | —             | —    | —             | —             | —             | Ab.           | —    | —     | —    | —    | 62.º |    |    |
|                         | Milán-San Remo          | —             | Ab.           | 85.º  | —             | —             | 24.º          | —    | —             | —             | —             | —             | —    | —     | —    | —    | —    |    |    |
| E3 Harelbeke            | E3 Harelbeke            | —             | —             | 91.º  | —             | 63.º          | —             | —    | —             | —             | —             | X             | —    | —     | —    | —    | —    |    |    |
| Gante-Wevelgem          | Gante-Wevelgem          | —             | —             | 15.º  | —             | —             | —             | —    | —             | —             | —             | —             | —    | —     | —    | —    | —    |    |    |
|                         | Tour de Flandes         | —             | 133.º         | —     | —             | —             | —             | —    | —             | —             | —             | —             | —    | —     | —    | —    | —    |    |    |
| Scheldeprijs            | Scheldeprijs            | —             | 27.º          | —     | —             | —             | —             | —    | —             | —             | —             | —             | —    | —     | —    | —    | —    |    |    |
|                         | París-Roubaix           | —             | Ab.           | 79.º  | —             | —             | —             | —    | —             | —             | —             | X             | —    | —     | —    | —    | —    |    |    |
| Amstel Gold Race        | Amstel Gold Race        | —             | Ab.           | —     | Ab.           | Ab.           | —             | 24.º | 7.º           | 19.º          | —             | X             | —    | —     | —    | Ab.  | —    |    |    |
| Flecha Valona           | Flecha Valona           | —             | 107.º         | —     | 67.º          | 71.º          | —             | 64.º | 12.º          | 101.º         | Ab.           | —             | —    | 129.º | 27.º | Ab.  | —    |    |    |
|                         | Lieja-Bastoña-Lieja     | —             | Ab.           | —     | 87.º          | 86.º          | —             | 30.º | 5.º           | 101.º         | 56.º          | —             | —    | 27.º  | 16.º | 19.º | 34.º |    |    |
| Cyclassics Hamburg      | Cyclassics Hamburg      | —             | —             | 76.º  | 139.º         | —             | 64.º          | —    | —             | —             | —             | X             | X    | —     | —    | —    | —    |    |    |
| Clásica San Sebastián   | Clásica San Sebastián   | —             | —             | —     | —             | —             | —             | 19.º | —             | 7.º           | —             | X             | —    | Ab.   | 5.º  | 47.º | 99.º |    |    |
| Bretagne Classic        | Bretagne Classic        | —             | 24.º          | 129.º | 68.º          | —             | Ab.           | —    | —             | —             | —             | —             | —    | 19.º  | Ab.  | —    |      |    |    |
| Gran Premio de Quebec   | Gran Premio de Quebec   | —             | 73.º          | Ab.   | 32.º          | —             | 22.º          | 62.º | —             | —             | —             | X             | X    | Ab.   | 65.º | 44.º |      |    |    |
| Gran Premio de Montreal | Gran Premio de Montreal | —             | 32.º          | 72.º  | 9.º           | —             | 24.º          | 8.º  | —             | —             | —             | X             | X    | 63.º  | 8.º  | 5.º  |      |    |    |
|                         | Giro de Lombardía       | —             | Ab.           | —     | Ab.           | Ab.           | Ab.           | Ab.  | —             | 6.º           | Ab.           | 80.º          | —    | —     | 40.º | 4.º  |      |    |    |
| JJ. OO. (Ruta)          | JJ. OO. (Ruta)          | No se disputó | No se disputó | —     | No se disputó | No se disputó | No se disputó | Ab.  | No se disputó | No se disputó | No se disputó | No se disputó | 79.º | ND    | ND   | —    | ND   | ND | ND |
| JJ. OO. (CRI)           | JJ. OO. (CRI)           | No se disputó | No se disputó | —     | No se disputó | No se disputó | No se disputó | 8.º  | No se disputó | No se disputó | No se disputó | No se disputó | Ab.  | ND    | ND   | —    | ND   | ND | ND |
| Mundial en Ruta         | Mundial en Ruta         | —             | —             | —     | —             | 24.º          | 56.º          | —    | —             | 11.º          | 16.º          | —             | —    | —     | Ab.  | —    |      |    |    |
| Europeo en Ruta         | Europeo en Ruta         | X             | X             | X     | X             | X             | X             | X    | —             | —             | —             | —             | Ab.  | —     | —    | —    |      |    |    |
| España en Ruta          | España en Ruta          | —             | —             | 35.º  | 2.º           | 1.º           | —             | 50.º | 3.º           | 14.º          | 23.º          | —             | 14.º | Ab.   | —    | —    | 43.º |    |    |
| España Contrarreloj     | España Contrarreloj     | —             | —             | —     | 4.º           | 2.º           | —             | 1.º  | 7.º           | 3.º           | —             | —             | 1.º  | 5.º   | —    | —    | —    |    |    |

—: No participa 

Ab.: Abandona 

X: No se disputó

## Equipos
- Orbea (2009[3] -2010)
- Euskaltel-Euskadi (2011-2012)
- Euskaltel Euskadi (2013)
- Movistar (2014-2016)
- Bahrain Merida (2017-2018)
- Astana (2019-2021)
  - Astana Pro Team (2019-2020)
  - Astana-Premier Tech (2021)
- Cofidis (2022-)